# Galium curvihirtum
Galium curvihirtum är en måreväxtart som beskrevs av Friedrich Ehrendorfer och Mcgill.. Galium curvihirtum ingår i släktet måror, och familjen måreväxter. Inga underarter finns listade i Catalogue of Life.